# 亚眠站
亚眠站是法国的一个铁路车站，位于法國北部城市，索姆省省会亚眠。

## 地理位置
亚眠站建于1846年，位于亚眠老城区东部。车站正门朝西，门前为下沉式的广场，马路对面为亚眠市区最高的建筑佩雷塔（Tour Perret）。车站南侧和西侧均为公交车站，北侧则为亚眠长途汽车站（Gare Routière d'Amiens）。
除亚眠站外，亚眠站以东的“隆戈站”（Gare de Longueau）在历史上也是一个重要的车站，因为该站使得曾经的巴黎—里尔—敦刻尔克和巴黎—布鲁塞尔—阿姆斯特丹列车可以不用进入亚眠站换向。不过随着上世纪90年代法国高速铁路北线的建成通车，这些列车线路均已取消。
此外，位于亚眠以东大约40公里外的“上皮卡第TGV站”（Gare de TGV Haute-Picardie）也属于亚眠铁路服务系统的一部分。该站每天开行前往马赛、蒙彼利埃、里昂、南特、雷恩、勒芒、昂热以及戴高乐机场的TGV。SNCF提供往返于亚眠站和上皮卡第TGV站的大巴车，其车票可与TGV车票联程购买

## 车站结构
亚眠站是一个半尽头式的火车站。车站的站台分为两部分，其中南侧的6个车道（Voie1、2、3、4、5、7）与西侧的隆戈-滨海布洛涅铁路连通，东西两侧均可通行；而北侧的5个车道（Voie8、9、10、11、12）的西侧则终止于亚眠站的主站房，仅东侧开口可以通行。

## 本站可直达城市
| 亚眠站出发可直达的城市 | |

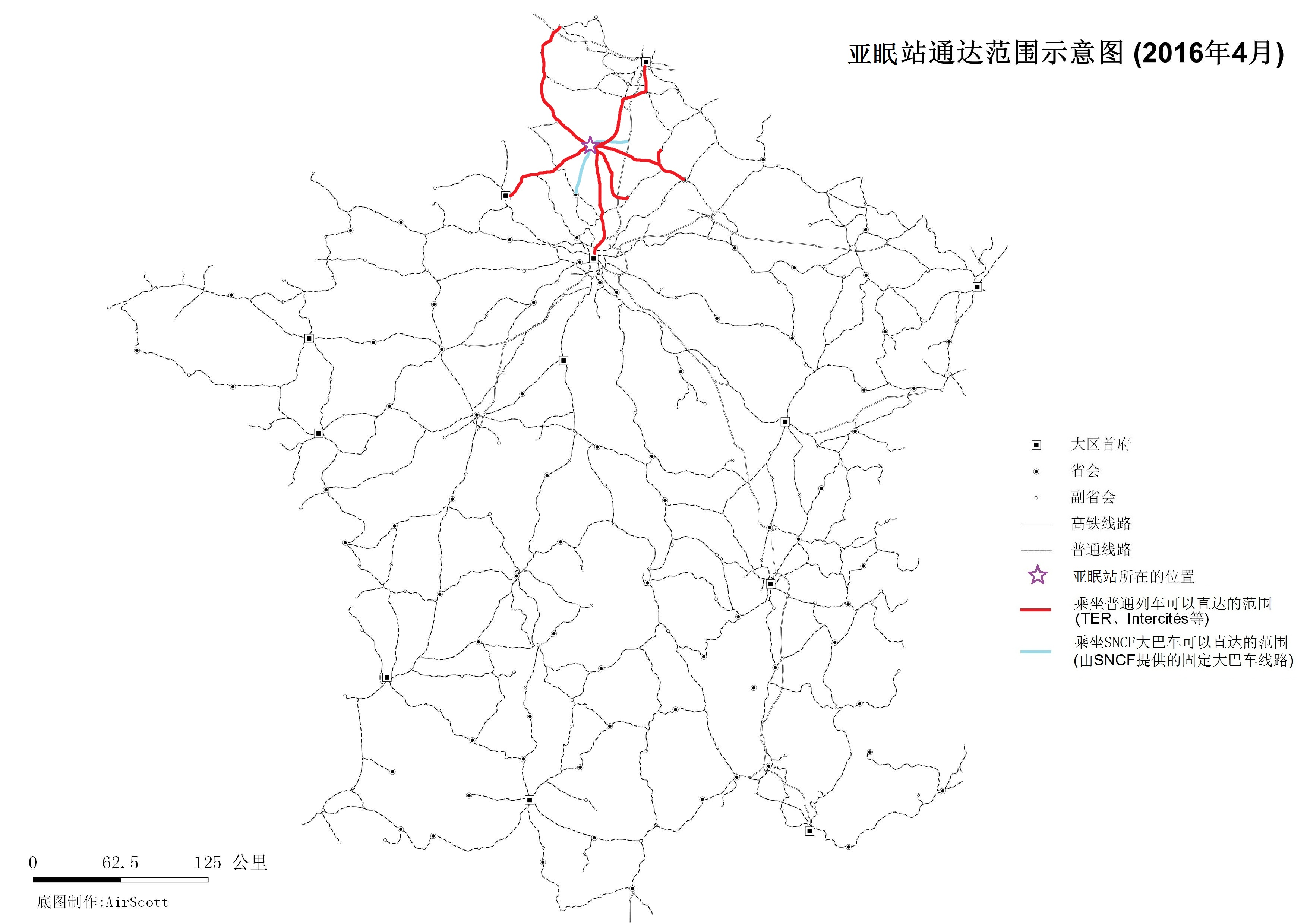
亚眠站列车通达范围示意图（2016年4月）

| - 为方便阅读，可到达的城市按照城市法语名的首字母顺序排序。 - 粗体字为法国省会城市，斜体字的城市仅周末或特定时段才能直达。 - 中文名称非官方正式翻译，仅供参考。 | |
| 目的地所在大区或国家 | 可以直达的目的地 |
| 法兰西岛 | 巴黎 |
| 上法兰西 | 阿邦库尔、阿布维尔、大阿谢、努瓦河畔阿伊、索姆河畔阿伊、阿尔贝、阿拉斯、阿夫勒希、巴库埃勒、滨海布洛涅、博沃、加来、卡米耶、尚蒂伊、绍讷、克莱蒙、贡比涅、科尔比、克雷伊、克雷皮、多马坦、杜埃、德勒伊莱萨米安、埃斯特雷圣但尼、埃塔普勒、弗拉维勒马泰勒、福尔默里、富尤瓦、加讷、阿姆、索姆河畔昂热斯特、阿日库尔、埃迪尼厄勒莱布洛涅、拉法卢瓦斯、拉费尔、莱涅维尔、拉昂、里尔、隆普雷莱科尔桑、隆戈、马塞尔卡沃、马基斯、梅内西、米罗蒙、蒙迪迪耶、莫勒伊、楠普斯迈尼勒、内勒、讷沙泰勒-阿尔德洛、滨海努瓦耶勒、奥里城、皮基尼、皮卡第地区普瓦、蓬雷米、朗迪弗利耶、朗蒂尼、雷米、桑泰尔地区罗西耶尔、吕镇、圣艾蒂安欧蒙、圣瑞斯特昂绍塞、圣康坦、圣雷米昂洛、泰尔尼耶、泰济格利蒙、特里科、韦尔西尼、维莱布勒托讷、瓦克穆兰、维米勒 |
| 诺曼底 | 勒特雷波尔、蒙泰罗利耶、莫尔尼拉波姆赖、鲁昂、圣马丹迪维维耶、塞尔科、索姆里、维约马努瓦尔 |

## 停靠线路
以下列车线路在亚眠站停靠：
| 亚眠站列车线路表     |                     |          |                       |              |
| 线路                 | 车种                | 上一站   | 下一站                | 大致运行频率 |
| 巴黎—亚眠            | TER Hauts-de-France | 隆戈     | （终点）              | 每天15趟左右 |
| 巴黎—滨海布洛涅      | TER Hauts-de-France | 隆戈     | 阿布维尔              | 每天5趟左右  |
| 克雷伊—亚眠          | TER Hauts-de-France | 隆戈     | （终点）              | 每天6趟左右  |
| 贡比涅—亚眠          | TER Hauts-de-France | 隆戈     | （终点）              | 每天8趟左右  |
| 亚眠—塞尔克/鲁昂     | TER Hauts-de-France | （起点） | 圣罗克/皮卡第地区普瓦 | 每天3趟左右  |
| 里尔—鲁昂            | TER Hauts-de-France | 科尔比   | 皮卡第地区普瓦        | 每天1~3趟    |
| 里尔/杜埃—亚眠       | TER Hauts-de-France | 科尔比   | （终点）              | 每天6趟左右  |
| 亚眠—滨海布洛涅/加来 | TER Hauts-de-France | （起点） | 圣罗克                | 每天10趟左右 |
| 亚眠—埃塔普勒-勒图凯 | TER Hauts-de-France | （起点） | 圣罗克                | 每天1趟      |
| 亚眠—阿布维尔        | TER Hauts-de-France | （起点） | 圣罗克                | 每天12趟左右 |
| 亚眠—勒特雷波尔尔    | TER Hauts-de-France | （起点） | 圣罗克                | 每天1趟左右  |
| 亚眠—阿尔贝          | TER Hauts-de-France | （起点） | 杜尔                  | 每天1~8趟    |
| 亚眠—泰尔尼耶/拉昂   | TER Hauts-de-France | （起点） | 维莱布勒托讷          | 每天8趟左右  |
| 亚眠—圣康坦          | TER Hauts-de-France | （起点） | 阿姆                  | 每天6趟左右  |
| 1. 2.                |                     |          |                       |              |

## 配套交通

### 长途客车
亚眠站对应的大巴车上下车地点为亚眠汽车站（Gare Routière d'Amiens），该站位于亚眠站北侧的保罗特里耶路（Rue Paul Tellier）上，从亚眠站出来右转大约100米即可。
| '停靠亚眠汽车站的大巴车 |                         |                                                                                              |
| 上下车地点              | 运营单位                | 主要目的地                                                                                   |
| 亚眠汽车站              | Eurolines               | 可联程中转前往欧洲各地                                                                       |
| 亚眠汽车站              | Flixbus                 | 鲁昂、卡昂、阿夫朗什、雷恩、南特                                                             |
| 亚眠汽车站              | Isilines                | 巴黎、鲁昂、卡昂、雷恩、南特                                                                 |
| 亚眠汽车站              | Megabus                 | 巴黎、伦敦                                                                                   |
| 亚眠汽车站              | Ouibus                  | 巴黎、里尔                                                                                   |
| 亚眠汽车站              | TGV摆渡车               | 上皮卡第TGV站                                                                                |
| 亚眠汽车站              | 索姆省城际客运 Trans'80 | 阿布维尔、杜朗、欧克西堡、佩罗讷、欧蒂、鲁瓦、蒙迪迪耶、勒特雷波尔、布雷勒河畔布朗日、欧马勒 |
| 亚眠汽车站              | SNCF                    | 博韦（当某条铁路线施工或罢工时，SNCF可能会提供途径该线路沿途站点的大巴车）                   |
| 1. 2. 3.                |                         |                                                                                              |

### 市内交通
必须值得注意的是，亚眠站对应的公交车站名字叫"火车北站"（Gare du Nord）。但事实上，亚眠的铁路系统里并没有亚眠北站。
| 亚眠站附近的市内公共交通线路 |                                                                    |                                              |
| 公交车站名称                 | 位置                                                               | 停靠线路                                     |
| Gare du Nord Quai A          | 亚眠站南侧（由北向南单向设站）                                     | 亚眠公交1路、3路、5B路、13路、14路           |
| Gare du Nord Quai B          | 亚眠站南侧（由南向北单向设站）                                     | 亚眠公交1路、3路、5A路、13路、14路           |
| Gare du Nord Quai C          | 亚眠站南侧大约200米的夏尔勒德福科勒路（Rue Charles de Foucauld）上 | （仅停靠部分长途汽车线路）                   |
| Gare du Nord Quai D          | 亚眠站的西南侧，仅由北向南设站。                                   | 亚眠公交2路、15路、16路、17路                |
| Gare du Nord Quai E          | 亚眠站的西北侧，仅由北向南设站                                     | 亚眠公交7路、8路、9路、亚眠小公交Citeis      |
| Gare du Nord Quai F          | 亚眠站的西北侧，仅由南向北设站                                     | 亚眠公交2路、7路、8路、9路、15路、16路、17路 |
| 1.                           |                                                                    |                                              |

## 临近车站
| 亚眠站（Gare d'Amiens）                                    |                  |                             |
| 上行车站                                                   | 线路             | 下行车站                    |
| 隆戈站←                                                    | 隆戈－布洛涅铁路 | →圣罗克站→德勒伊莱萨米安站  |
| （起点）                                                   | 亚眠－鲁昂铁路   | →圣罗克站→楠普斯-克沃维莱站 |
| （起点）                                                   | 亚眠－拉昂铁路   | →维莱布勒托讷站             |
| - 本表仅显示运营中的线路及车站，灰色字体为非本线车站或路段 |                  |                             |